# The First Vision

The First Vision est un ensemble de vidéos de Mariah Carey sorti en janvier 1991.
Sorti au format VHS sur le label Sony Music, puis au format DVD en 2006 chez Columbia, il a une durée de 40 minutes.
Il est rapidement entré dans les charts américains et britanniques.
Il a été certifié Gold par la RIAA en mars 1991.

## Setlist
1. Vision of Love
2. Vanishing (Live)
3. Love Takes Time
4. Don't Play That Song (Live)
5. I Don't Wanna Cry
6. Someday (Extended Version)
7. Love Takes Time (Live)
8. Vision Of Love (Live)